# Меладзе, Эмине Мевлудовна
Эмине Мевлудовна Меладзе, в девичестве — Месхидзе (1927 год, Кобулети, Кобулетский район, АССР Аджаристан, ССР Грузия — 5 января 2016 год, Кобулети, Кобулетский муниципалитет, Грузия) — колхозница колхоза имени Андреева Кобулетского района, Аджарская АССР, Грузинская ССР. Герой Социалистического Труда (1949). Депутат Верховного Совета Аджарской АССР.

## Биография
Родилась в 1927 году в крестьянской семье в пригороде Кобулети. Окончила местную школу. Трудовую деятельность начала в годы Великой Отечественной войны на чайной плантации в колхозе имени Андреева Кобулетского района.
В 1948 году собрала 6991 килограмма сортового зелёного чайного листа на участке площадью 0,5 гектара. Указом Президиума Верховного Совета СССР от 29 августа 1949 года удостоена звания Героя Социалистического Труда за «получение высоких урожаев сортового зелёного чайного листа и цитрусовых плодов в 1948 году» с вручением ордена Ленина и золотой медали «Серп и Молот» (№ 4659).
Этим же Указом званием Героя Социалистического Труда были также награждены труженицы колхоза имени Андреева Хурие Османовна Васадзе, Асие Реджебовна Гогитидзе, Назико Хусеиновна Хвичия и Фадима Ахмедовна Шарашидзе.
За выдающиеся трудовые достижения по итогам работы в 1949 году была награждена вторым Орденом Ленина.
Избиралась депутатом Верховного Совета Аджарской АССР 3-го созыва (1951—1955).
С 1982 года — персональный пенсионер союзного значения. Умерла в январе 2016 года.
Награды
- Герой Социалистического Труда
- Орден Ленина — дважды (1949; 19.07.1950)